# Luca Scarsini
Luca Scarsini (14 luglio 1993) è un rugbista a 15 italiano, pilone del Lyons in TOP12.

## Biografia
Pilone ambidestro, capace di ricoprire sia il ruolo di pilone sinistro e pilone destro, è cresciuto nelle giovanili di Udine. Qui si mette in luce così da essere chiamato per frequentare l'Accademia “Ivan Francescato” di Tirreniae disputa con la nazionale Under 20 il torneo Sei Nazioni e il Campionato mondiale giovanile di rugby, nell'estate del 2012 passa alla squadra bresciana, nonché Campione d'Italia in carica, del Calvisano. Nel 2014 contribuisce alla conquista dell'ennesimo Campionato italiano di Eccellenza e partecipa alla Tbilisi Cup 2014 con l'Italia Emergenti.
Durante l'estate del 2016 avviene il suo passaggio al Petrarca.
Nel 2018 contribuisce alla vittoria del titolo di campione d'Italia con il Petrarca, nonché il 3º titolo italiano personale dopo i due ottenuti con Calvisano. Dal 2020 si unisce ai Lyons

## Palmarès
- Campionati italiani: 3
Calvisano: 2013-14, 2014-15
Petrarca: 2017-18
- Trofei Eccellenza : 1
Calvisano: 2014-15